# Ici on parle russe
Ici on parle russe est une nouvelle satirique de Vladimir Nabokov. La nouvelle, écrite en russe (sous le titre Говорят по-русски) au début de 1923 à Berlin, a été publiée en anglais (sous le titre Russian Spoken Here) pour la première fois par le fils de l'écrivain, Dmitri Nabokov. La nouvelle posthume a paru pour la première fois dans le recueil La Vénitienne et autres nouvelles.

## Personnages
- Le narrateur, jeune Russe émigré à Berlin.

- Martyn Martynytch, émigré russe qui tient un débit de tabac à Berlin. Il nourrit une solide détestation pour la Révolution bolchevik et ses représentants.

- Pétia, jeune adulte, fils de Martyn, animé de la même détermination, farouchement anti-bolchevik.
- La femme de Martyn, personnage très effacé.
- Une tchékiste, membre de la Guépéou entré par hasard dans l'échoppe de Martyn Martynytch...

## Résumé
Le narrateur passe souvent chez Martyn Martynitch, un Russe sympathique et blagueur qui tient un débit de tabac florissant sur un coin de rue de Berlin. Forcé à l'exil après la Révolution russe, il éprouve une solide aversion pour le régime soviétique. Mécontent d'avoir été traité de « racaille 
blanche » par un fonctionnaire de la légation soviétique, quelques jours avant le départ du narrateur pour Paris, Pétia, le fils de Martyn Martynytch s'est rendu dans une librairie soviétique « dont la présence gâche l'une des plus charmantes rues de Berlin », qui vend aussi divers souvenirs artisanaux « révolutionnaires ». Pétia y achète un marteau ouvragé, et un buste en plâtre de Lénine, qu'il casse directement sur le comptoir à l'aide du marteau. Ce petit plaisir lui avait coûté 15 marks...
Six mois plus tard, au retour de son séjour parisien, le narrateur constate que l'ambiance a bien changé chez Martyn Martynitch. Alors qu'il prend le thé chez les Martynytch, il ne peut se départir d'une étrange impression. 

« Il y avait quelque chose de nouveau et pour moi d'énigmatique dans la conversation du vieil homme. Nous parlions de Paris, des Français, et soudain il me demanda : « Dites-moi, mon petit, quelle est la plus grande prison de Paris ? » Je répondis que je l'ignorais et me mis à parler d'une revue de music-hall de là-bas où l'on voit des dames peintes en bleu. « Voilà autre chose !» dit en m'interrompant Martyn Martynytch. « On prétend, par exemple, que les femmes emprisonnées grattent le plâtre pour s'en blanchir les joues ou le cou ». »

— Vladimir Nabokov, Ici on parle russe.
Quel que soit le sujet de conversation, Martyn Martynytch trouve toujours le moyen de la ramener à sa nouvelle marotte, la prison et l'emprisonnement. « J'étais perplexe. » commente le narrateur...
Enfin, ne tenant plus, son hôte lui avoue la vérité :

« - C'est arrivé, commença Martyn Martynytch, peu après votre départ. Un client est passé. Il n'avait visiblement pas remarqué la pancarte dans la vitrine : il s'est adressé à moi en allemand. Soulignons cela : s'il avait remarqué la pancarte, il ne serait pas entré dans une petite boutique d'émigré. J'ai tout de suite décelé en lui un Russe, d'après la prononciation. Et puis, il avait une trogne de Russe. »

— Vladimir Nabokov, Ici on parle russe.
C'est alors que surgit Pétia, qui semble reconnaître le chaland. Sans rien ajouter d'autre qu'un ironique message de bienvenue, le jeune homme assomme le client d'un coup de poing dans la face. Martyn Martynitch prend la peine d'expliquer qu'après le coup de poing : « L'autre se fige. Comme Pétia me l'a expliqué par la suite, il n'est est pas résulté un simple knock-out, comme lorsqu'un homme s'affale aussitôt par terre, mais un knock-out d'un genre particulier. Pétia, en fait, lui avait donné un coup avec effet retard, et l'autre s'était endormi debout. Et c'était l'impression qu'il donnait. Ensuite, Pétia est allé derrière lui et l'a attrapé sous les bras. »
Les deux hommes s'emparent alors de l'inconnu, le ligotent et l'enferment dans la salle de bain. Sans plan préétabli, l'homme en qui ils ont reconnu un tchékiste, est retenu prisonnier durablement. Commence alors pour Martyn Martynitch et sa famille l'apprentissage du métier de geôlier et de ses servitudes. En particulier, la perte de l'usage de la salle de bain transformée en cellule. Mais il faut aussi se préoccuper d'autres aspects : temps de promenade, sécurité, lectures autroisées : « En ce qui concerne les livres, les choses étaient plus complexes. On a organisé un conseil de famille et, pour commencer, on s'est arrêt sur trois titres : Le Prince Serebriany, les Fables de Krylov et Le Tour du monde en quatre-vingts jours. Il a déclaré qu'il ne lirait pas ces « brochures de garde blanc », mais on les lui a laissés et il y a tout lieu de penser qu'il les as lues avec plaisir. », 
Martyn Martynytch accepte même de montrer sa prison improvisée au narrateur, qui constate que le prisonnier est très bien traité, que sa cellule est « une salle de bain superbe et vaste, comme il en existe dans les maisons allemandes bien équipées ». D'ailleurs, le prisonnier semble s'être résigné à vivre là, après une tentative ratée d'évasion, assez content de son sort finalement.
Un peu dubitatif, Martyn Martynytch conclut : « J'aimerais bien savoir, tout de même, combien d'années il va rester ici... »

## Éditions
- Vladimir Nabokov (trad. de l'anglais par Maurice et Yvonne Couturier, Bernard Kreise et Laure Troubetzkoy), Nouvelles complètes, Paris, Gallimard, coll. « Quarto », mars 2010, 868 p. (ISBN 978-2-07-012786-3), « Ici on parle russe »

- (en) Vladimir Nabokov (trad. Dmitri Nabokov, préf. Dmitri Nabokov), Collected Stories (Recueil de nouvelles), Londres, Penguin Books, coll. « Modern Classics », 2010 (1re éd. 1965), 800 p. (ISBN 978-0-14-118345-9), « Russian Spoken Here »